# Antonina Grzegorzewska
Antonina Grzegorzewska (ur. 1977 we Wrocławiu) – plastyczka, specjalizująca się w ceramice, dramatopisarka; zajmuje się także reżyserią i scenografią, tworzy również teksty niedramatyczne.

## Życiorys
Córka Jerzego Grzegorzewskiego. Absolwentka Wydziału Malarstwa Akademii Sztuk Pięknych w Warszawie (2002). Czynnie uprawia ceramikę. W latach 2004–2005 pracowała w Instytucie Szkła i Ceramiki w Warszawie jako projektant i wykonawca. W 2005 zadebiutowała jako dramatopisarka monologiem On, który stanowił część ostatniego spektaklu Jerzego Grzegorzewskiego On. Drugi Powrót Odysa (Teatrze Narodowym w Warszawie, premiera 29 stycznia 2005). Jej kolejna sztuka, Ifigenia, miała prapremierę w 2008 roku, również w warszawskim Teatrze Narodowym, w reżyserii autorki. Barbara Hanicka stworzyła scenografię tego przedstawienia, ale jej istotnym elementem były ceramiczne rzeźby Grzegorzewskiej. Dramat został wybrany do projektu „Slam Teatralny. Najnowsza dramaturgia z Polski”, odbywającego się w Berlinie w ramach cyklu „BLICKWECHSEL. Künstlerische Dialoge mit Polen. Ein Projekt der Akademie der Künste und des Polnischen Instituts Berlin”. Prezentacja Ifigenii w tłumaczeniu Roshwity Matwin-Buschmann odbyła się 12 listopada 2011. W maju 2020 została laureatką konkursu stypendialnego „Dramatopisanie”, organizowanego przez Instytut Teatralny im. Zbigniewa Raszewskiego w Warszawie. W ramach tego projektu pracuje nad dramatem La Pasionaria. Mieszka  w Andaluzji.

## Twórczość dramatyczna[6]
- On, monolog (2005) – praprem. 29 stycznia 2005 w ramach spektaklu On. Drugi Powrót Odysa, Teatr Narodowy, Warszawa, reż. Jerzy Grzegorzewski.
- Ifigenia (2008) – praprem. 7 listopada 2008, Teatr Narodowy, Warszawa, reż. Antonina Grzegorzewska.
- Migrena (2010) – praprem. 13 lutego 2010, Teatr Współczesny, Szczecin, reż. Anna Augustynowicz. Publikacja w antologii Dramatopisarki dekady, Kraków–Warszawa 2012, przekład francuski i węgierski
- Tauryda. Apartado 679 (2012) –  praprem. 12 października 2012, Teatr Współczesny w Szczecinie, reż., scenografia i kostiumy: Antonina Grzegorzewska.
- Zapnij się, ze skrótami – druk w miesięczniku „Dialog” 2006, nr 10.
- Martwe – druk: „Dialog” 2012, nr 7/8.
- Z całym szacunkiem dla kobiety – druk:„Dialog” 2012, nr 1.
- Za mało – „Dialog” 2017, nr 1.
- Fridoteka.